# Igor Benevenuto
Igor Júnio Benevenuto de Oliveira, international bekannt als Igor Benevenuto (* 5. Dezember 1980 in Palmeiras de Goiás), ist ein brasilianischer Fußballschiedsrichter.

## Leben
Benevenuto wuchs in Minas Gerais, einem Bundesstaat im Südosten Brasiliens, auf. Er absolvierte eine Ausbildung zum Krankenpfleger und ging nach seinem Abschluss in die Krankenhausverwaltung. Im Frühjahr 2020, als die COVID-19-Pandemie in Brasilien begann, meldete sich Igor Benevenuto freiwillig zum Dienst im Krankenhaus und arbeitete als Krankenpfleger sowie  ehrenamtlich in verschiedenen Krankenhäusern in Belo Horizonte. Gelegentlich tritt er auch als Krankenhaus-Clown auf Kinderstationen auf.
Benevenuto absolvierte mit finanzieller Unterstützung seiner Mutter einen Schiedsrichterlehrgang bei der Federación Minera de Fútbol und ist seit 1998 als Fußballschiedsrichter tätig. Seit 2012 ist er Schiedsrichter bei der Confederação Brasileira de Futebol.
Er kam als Schiedsrichter u. a. in der Série A, der Série B, beim Série C, im Copa do Brasil und der Staatsmeisterschaft von Minas Gerais zum Einsatz. Sein Erstliga-Debüt gab er im Mai 2014.
Seit 2021 ist er FIFA-Fußballschiedsrichter in der Funktion eines Video-Schiedsrichterassistenten (VAR).
Im Juli 2022 outete sich Benevenuto in einem Podcast, in dem er scharfe Kritik an der Homophobie im Fußballsport übte, als zweiter FIFA-Schiedsrichter nach dem Norweger Tom Harald Hagen als homosexuell, was national und international ein großes Medienecho auslöste. Benevenuto, der nach eigenen Angaben schon früh wusste, dass er schwul ist, erklärte, es habe für ihn „keinen perfekteren Ort, um seine Sexualität zu verstecken“, gegeben als den Männerfußball. Nach Benevenutos Einschätzung sind im Fußball „30 bis 40 Prozent homosexuell, bisexuell oder hatten mal etwas mit einem Mann.“
Benevenuto sammelt leidenschaftlich gerne Krawatten und besitzt davon über 300 Stück, was ihm den Spitznamen „Doutor Gravatinha“ einbrachte.